# 베를린 남북 S반선
베를린 남북 S반선(독일어: Berliner Nordsüd-S-Bahn)은 베를린 도심 아래를 지하로 운행하는 베를린 S반의 철도 터널이다. 북쪽의 훔볼트하인역에서 슈체친선과 분기되어 베를린 북역, 프리드리히슈트라세역, 안할트역, 요르크슈트라세역, 쇠네베르크역을 운행하며 안할트역 지하에서 안할트 근교선이 분기한다.
남북 S반선의 기능을 분산하는 가칭 S21이라는 두 번째 S반 남북 노선이 건설 중이다. 베를린 중앙역과 남북방향 S반이 직접 연결되며, 포츠다머 플라츠역과 요르크슈트라세역과 연결될 예정이다.
이 노선은 베를린 중앙역을 거쳐 쥐트크로이츠까지 장거리 열차가 운행하는 베를린 남북 장거리선과는 다른 노선이다.

## 기능
남북 S반선으로 북부에서 크레멘선(헤니히스도르프), 베를린 북부선(오라니엔부르크), 슈체친선(베르나우) 방면 노선이 모여서 남부의 반제선, 안할트 근교선(텔토), 드레스덴선(블랑켄펠데)과 연결된다. 과거 장거리 열차역이었던 슈테틴역(1950년 12월 1일 이후 베를린 북역), 안할트역, 포츠담역을 S반에 연결시키는 기능을 수행했고 프리드리히슈트라세역에서 동서 방향으로 운행하는 도심선과 환승할 수 있다.

## 역사

### 건설 초기

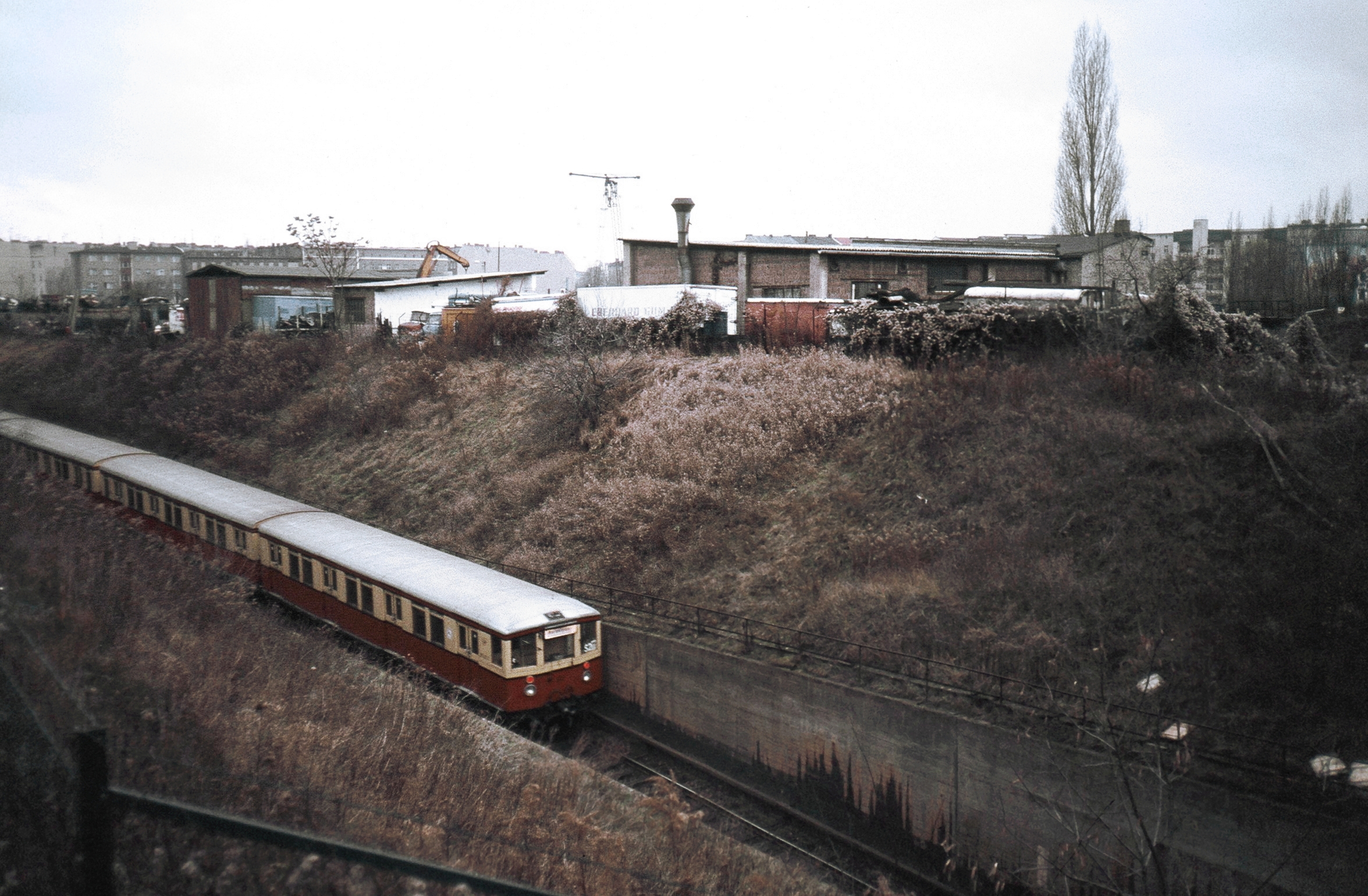
안할트 및 드레스덴선 분기점으로 향하는 열차, 1987년

1933년에 베를린 S반이 완전히 전철화된 이후 남북 교외 노선을 베를린의 종착역에 연결시키기 위한 노선이 필요해졌다. 당시에도 도심은 대규모로 개발되어 있었기 때문에 터널 건설이 불가피했다. 지하철 노선과 하저를 통과하기 위해서 작은 곡선반경(최소 145 m), 작은 차량한계, 높은 캔트를 사용해야 했다.
1934년에 착공하여 1936년 7월 27일 훔볼트하인-운터 덴 린덴 구간이 개통되었다. 남부 구간인 (포츠다머 플라츠-)안할트역-그로스괴르셴슈트라세(-쇠네베르크) 구간은 1939년 10월 9일에 개통했고, 안할트역-요르크슈트라세(-파페슈트라세) 구간은 1939년 11월 5일에 개통했다. 개통 지연 원인에는 계획 변경, 포츠담 광장 주변의 이회암층, 1935년 8월 20일 브란덴부르크 문 근처 블뤼허궁(미국 대사관) 인근에서의 공사장 붕괴 사건이 있었다. 공사장 붕괴 사고로 19명의 건설 노동자들이 사망했다. 북부 및 남부 교외 노선 3개 연결 이외에도 지하에 건설된 포츠다머 플라츠 S반역에서 남부 순환선 연결선이 분기할 예정이었으나, 세계수도 건설 계획으로 이뤄지지 않았다. 그 대신 안할트역에서 차후 건설 예정이었던 괴를리츠역 방면 동서간 S반의 지하 분기 구조물과 란트베어 운하 남부에 터널 진입부 4곳을 미리 건설해 두었다.

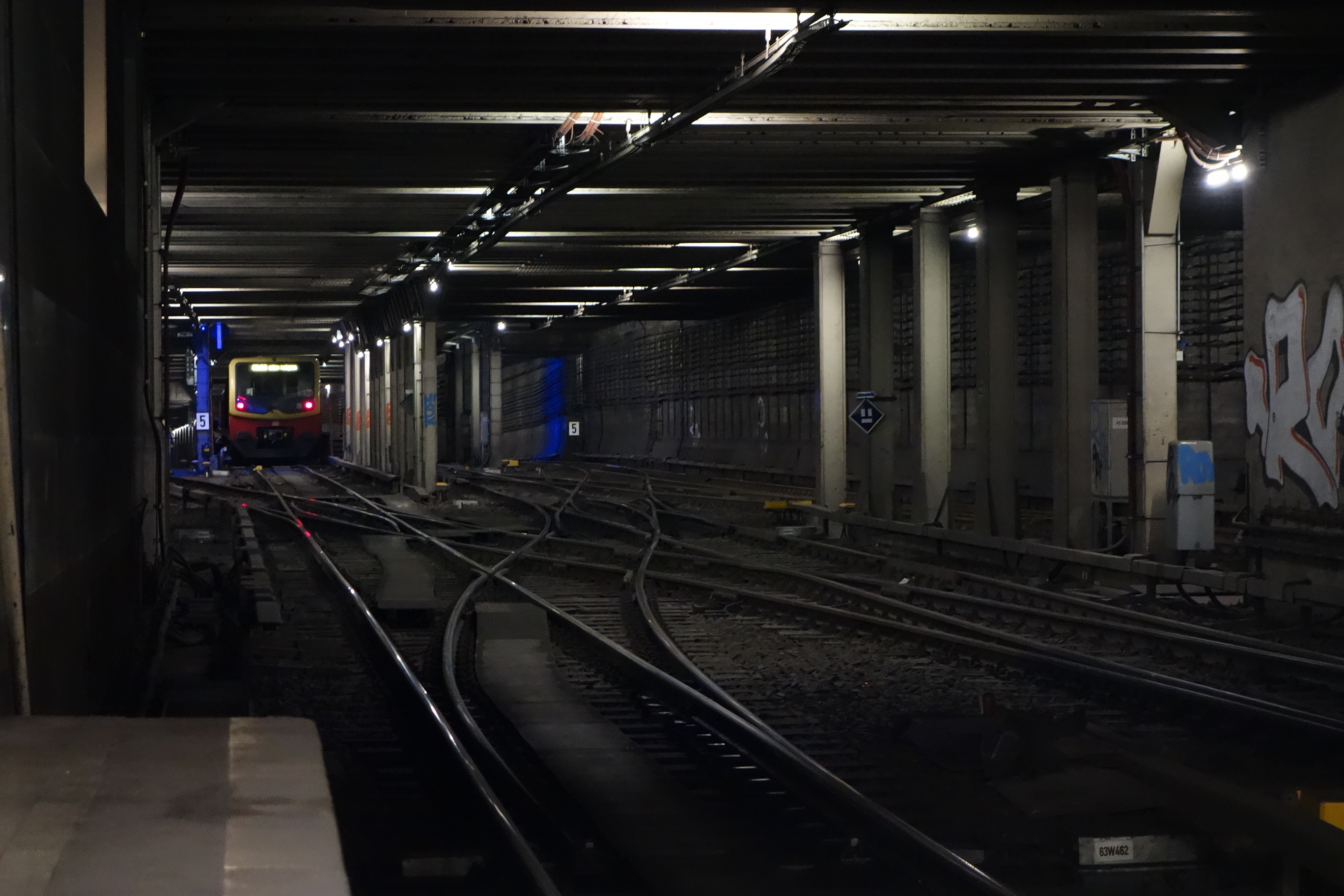
포츠다머 플라츠역 북쪽의 인상선

포츠다머 플라츠역 북쪽에서 브란덴부르커 토어역까지 남부 순환선 연결선의 인상선으로 활용할 목적으로 복선 지선을 건설했다. 해당 지선에는 향후에 라이히스타크(Reichstag), 슈타트크로이츠(Stadtkreuz), 가우하우스(Gauhaus)역을 건설할 예정이었다(라이히스타크 및 가우하우스역은 세계수도 게르마니아 계획의 일부에 포함됨). 지선 부지는 현재 인상선으로 사용하고 있으며, S21의 베를린 중앙역-포츠다머 플라츠역 건설 시에 본선에 편입될 예정이다. 제2차 세계 대전 발발로 인하여 모든 노선 건설이 중단되었다.
총 건설 비용은 1억 7000만 라이히스마르크(구매력 고려 현재 통화로 약 7억 6500만 유로)였다. 약 180만 m³의 지면을 굴착했고, 콘크리트 구조물 44만 m³ 및 강철 구조물 4만 톤이 설치되었다.

### 파괴
베를린 공방전 중 바이틀링 장군이 항복을 명령하기 몇 시간 전이었던 1945년 5월 2일 오전 7시 55분에 란트베어 운하 아래를 지나는 터널을 SS가 폭파했다. 폭파로 인하여 터널 전체가 침수되었고, 프리드리히슈트라세역의 연결 통로를 통해서 지하철도 침수되었다. 근처에 있었던 BASA 벙커도 침수되었다.
침수로 인한 정확한 사망자는 집계되지 못했다. 터널에서 발견된 80-130구의 시신은 전쟁 말기 전투로 인하여 터널 침수 이전에 사망했을 수도 있다. 전쟁 말기에 터널상의 철도역은 S반 열차를 정차시켜 응급 치료소로도 사용했다.
터널 폭파를 지시한 사람은 밝혀지지 않았다. 실제로 터널을 폭파하려면 지리적 및 건축적 배경 지식이 필요했다. 한 가지 가설은 SS 대원이 히틀러의 "네로 명령"을 실행하려고 한 것과 관련이 있다는 것이다. 당시 목격자에 의하면 4월 말에 이미 터널 일부가 침수되었지만 이는 터널 폭격이나 부실 공사로 인한 결함으로 지하수가 터널에 고인 것이었다.

### 재보수

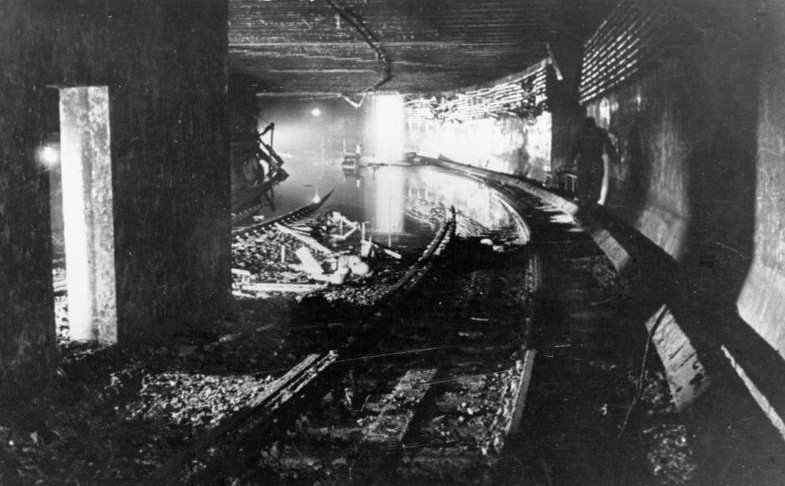
슈프레강 하저 구간의 피해, 1946년

전투로 인한 정전으로 지하수 펌프를 가동할 수 없었다. 재보수 작업은 1945년 종전 이후에 시작되었다. 반제선 열차는 지상에 있었던 포츠담 순환선역으로 견인되었다. 1946년 6월 2일 안할트역과 프리드리히슈트라세역 간의 임시 운행이 시작되었고, 1946년 7월 27일에 반제선 열차가 터널로 운행을 다시 시작했다. 같은 해 8월 15일에는 리히터펠데 쥐트역 방면으로 S반 열차가 운행을 다시 시작했다. 슈프레강 하저 통과 구간 피해도 1947년 11월 15일에 복구되었다. 열차 운행은 다음 날 다시 시작되었다.

### 베를린의 분단과 재통일

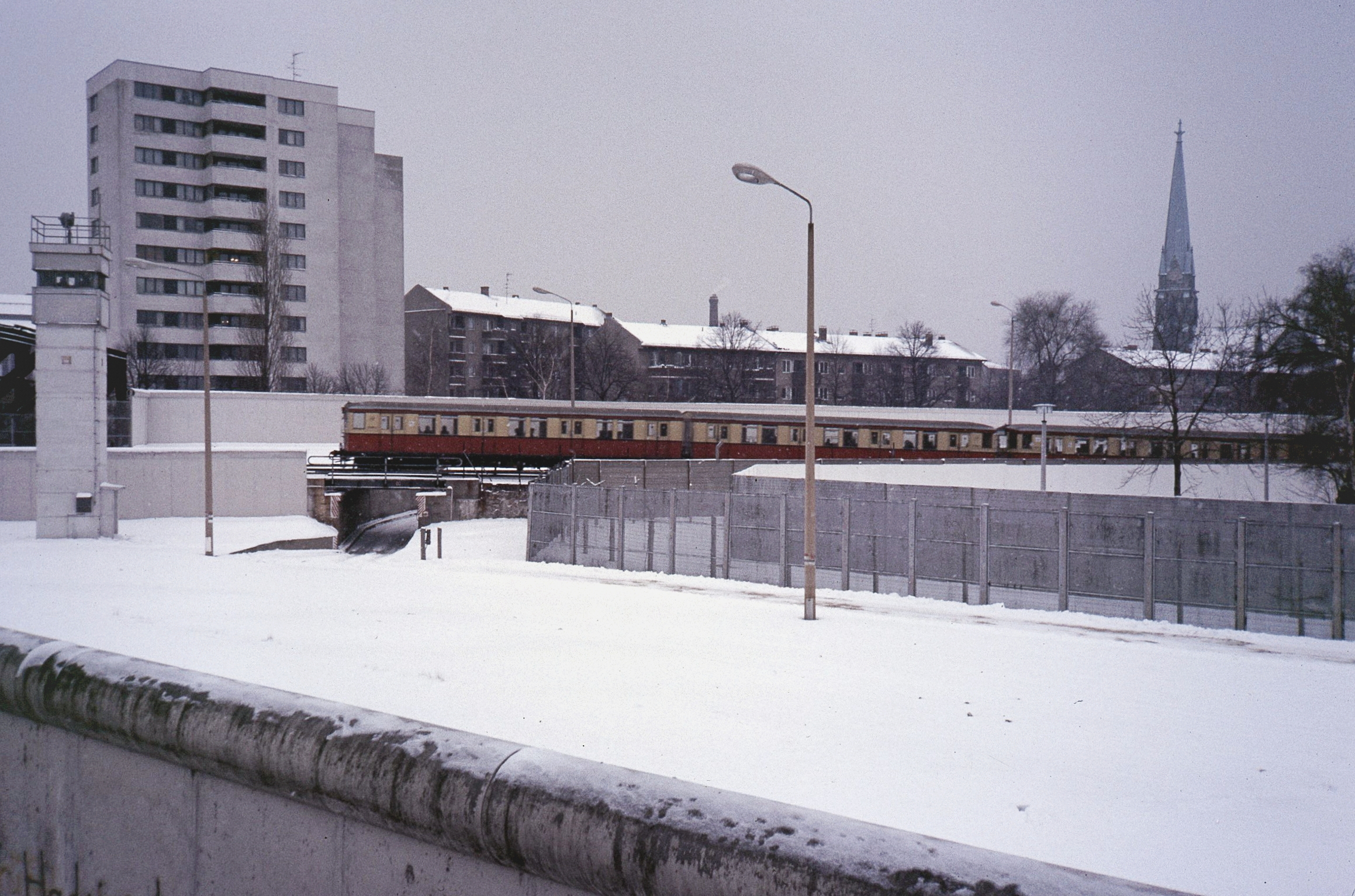
베를린 북역에서 터널로 진입하는 S반 열차, 1987년

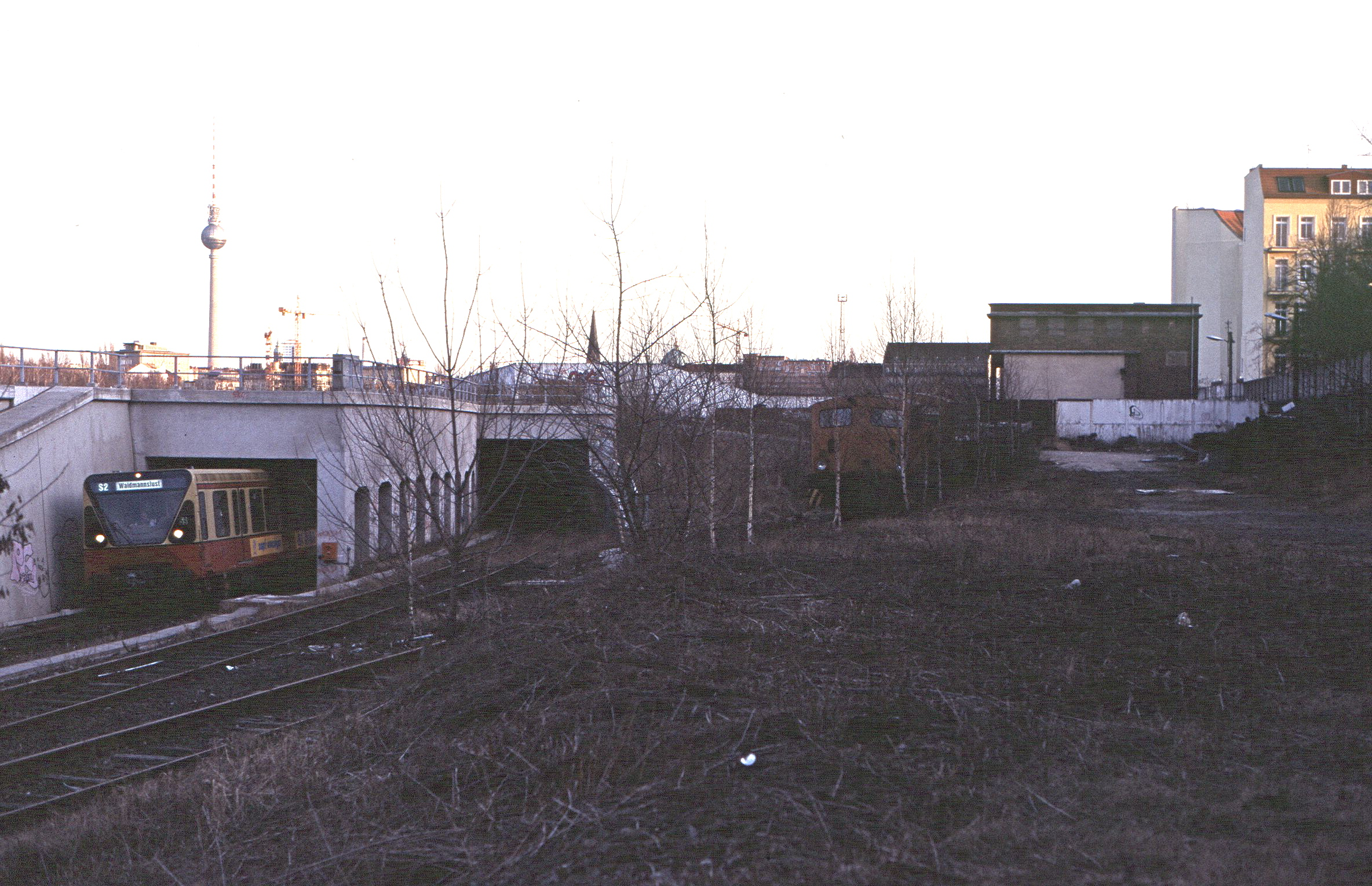
북역을 나가는 BVG 480 전동차, 1997년

1961년 베를린 장벽이 건설되면서 동베를린 영토에 있었던 모든 S반과 U반 지하 정거장은 국경 통과점으로 사용했던 프리드리히슈트라세역을 제외하고 모두 통행이 금지되었다. 이후 서베를린에서 운행했던 열차는 안할트역에서 프리드리히슈트라세역, 그리고 훔볼트하인역 사이를 무정차 운행했다. 도이체 라이히스반은 1984년 1월 8일/9일 밤에 서베를린 시의회에 S반 영업권을 양도했고, 이는 다시 베를린교통공사로 넘어왔다. BVG는 터널 남부의 안할트역까지만을 사용했고 1984년 5월에 전체 터널 구간 운행을 재개했다. 베를린 장벽 붕괴 이후 1992년이 되어서야 분단 기간에 폐쇄되었던 모든 유령역 영업이 재개되었다.
- 1990년 7월 2일: 오라니엔부르커 슈트라세역
- 1990년 9월 1일: 베를린 북역, 운터 덴 린덴역
- 1990년 12월 22일: 보른홀머 슈트라세역
- 1992년 3월 1일: 터널 전 구간 보수공사 완료, 포츠다머 플라츠역

### 1990년대
1945년 이후 최초의 전 구간 보수 공사는 1991년에 시작되었고, 1991년 중반 먼지 발생으로 인하여 전 구간이 폐쇄되었다. 라이히스반은 터널의 거의 모든 자재를 교체했고, 벽면을 보수했다. 이를 통해서 터널 침수 당시 피해를 완전히 복구했다. 중앙역으로 가는 새로운 장거리 터널과 가공전차선으로 인한 전자기 간섭으로 인하여 전자식 신호소를 설치해야 했다. 터널의 작은 건축한계 때문에 일반적으로 사용하는 Ks 신호기 대신 소형화된 Ks 신호기가 설치되었다. 출발 처리에 필요한 추가 신호기 Zp 8(출입문 닫힘)과 Zp 9(출발)가 설치되었다. 2005년 7월부터 2006년 5월까지 1인 승무가 도입되면서 출발 신호기는 더 이상 사용하지 않고 ZAT로 대체되었다. 이후에는 터널 구간에서 단선 병렬 운행이 가능해졌다. 남북 S반선은 베를린 S반 노선 중에서 AB 37형 자동 폐색 신호기와 기계식 계전기를 사용한 마지막 구간이었다.

### 열차 보안 장치
2015년 봄까지 기계식 보안장치를 사용했다. 2015년 5월까지 진행된 보수 공사에서 ZBS 보안 장치를 설치했고 2015년 5월 4일부터가 동을 시작했다.

## 제원
고밀도로 개발된 도심부에 터널을 건설하기 위해서 당시의 철도 건설 및 운영 규칙의 예외를 적용해야 했다. S반 차량한계에 따라서 다음 조건으로 계획되었다.
- 최소 곡선 반경: 150미터(승강장 400미터)
- 최대 구배: 33‰
- 영업최고속도: 48km/h(설계: 60km/h)
- 최대 기동 가속도: 0.4 m/s²(1.44 km/h/s)
- 최대 전고: 3.80미터

남북 S반선의 최소 곡선 반경은 포츠다머 플라츠 S반역에서 남쪽으로 안할트역 방면으로 이어지는 2번 선로의 145 m에 불과하다. 해당 지점에 계획된 남부 순환선 연결선은 2번선과 3번선으로 연결되며 최소 곡선 반경은 140 m로 계획되었다.
차량을 안전하게 운행하려면 터널에 맞는 차륜 구조가 필요했다. BVG에서 차량을 인수했던 초기에는 서독 독일연방철도 기준 차륜 구조를 적용했다가 열차가 여러 번 탈선한 이후 동독 철도 기준의 차륜을 사용했다.
남북 S반선은 최대 전고 3.83 m, 전폭 3.43 m인 특수 차량한계를 사용한다. 간선 철도와 비교했을 때 최대 전고가 더 낮다. 따라서 1962년까지 베를린 S반의 다른 지역에서 운행했던 ET 169 전동차는 전고와 전장 때문에 터널에 진입할 수 없었고, 오라니엔부르크형 ET 168 전동차는 터널에 진입할 수 있도록 개수 공사가 필요했다. 남북 S반선의 작은 차량한계는 현재까지도 전체 S반용 차량 한계에 적용되기 때문에 다른 지역에서 사용하는 S반 철도차량을 베를린에서 단순한 집전장치 변경만으로 사용할 수 없다.

## 역 및 터널 진입부

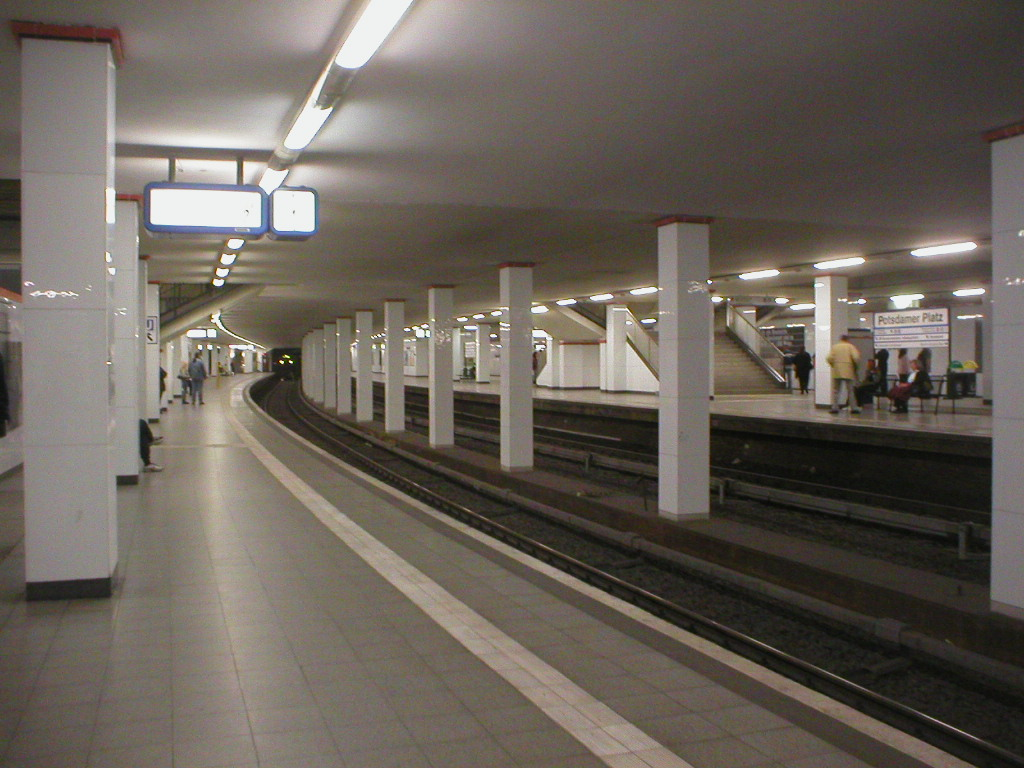
포츠다머 플라츠 S반역

(슈체친선, 베를린 북부선과 공용하는 베를린 게준트브루넨역에서 시작)
- 훔볼트하인역(지상에 있지만 터널선 공사와 동시에 개통함)
- 북쪽 터널 진입부
- 베를린 북역(1950년까지 슈테틴역, 장거리 열차역은 1952년에 폐역 및 철거됨)
- 오라니엔부르거 슈트라세역
- 프리드리히슈트라세역, 도심선 및 베를린 지하철 6호선으로 환승 가능
- 브란덴부르거 토어역, 브란덴부르크 문과 인접한 파리저 광장에 있다.
- 포츠다머 플라츠역(광장 남쪽에 있었던 장거리 열차역은 1945년에 폐쇄되었고, 베를린 남북 장거리선 건설로 인하여 새로운 역이 S반역 서쪽 지하에 건설됨)
- 안할트역(지상 장거리 열차역은 1952년에 폐역되었고 1960년에 철거됨)

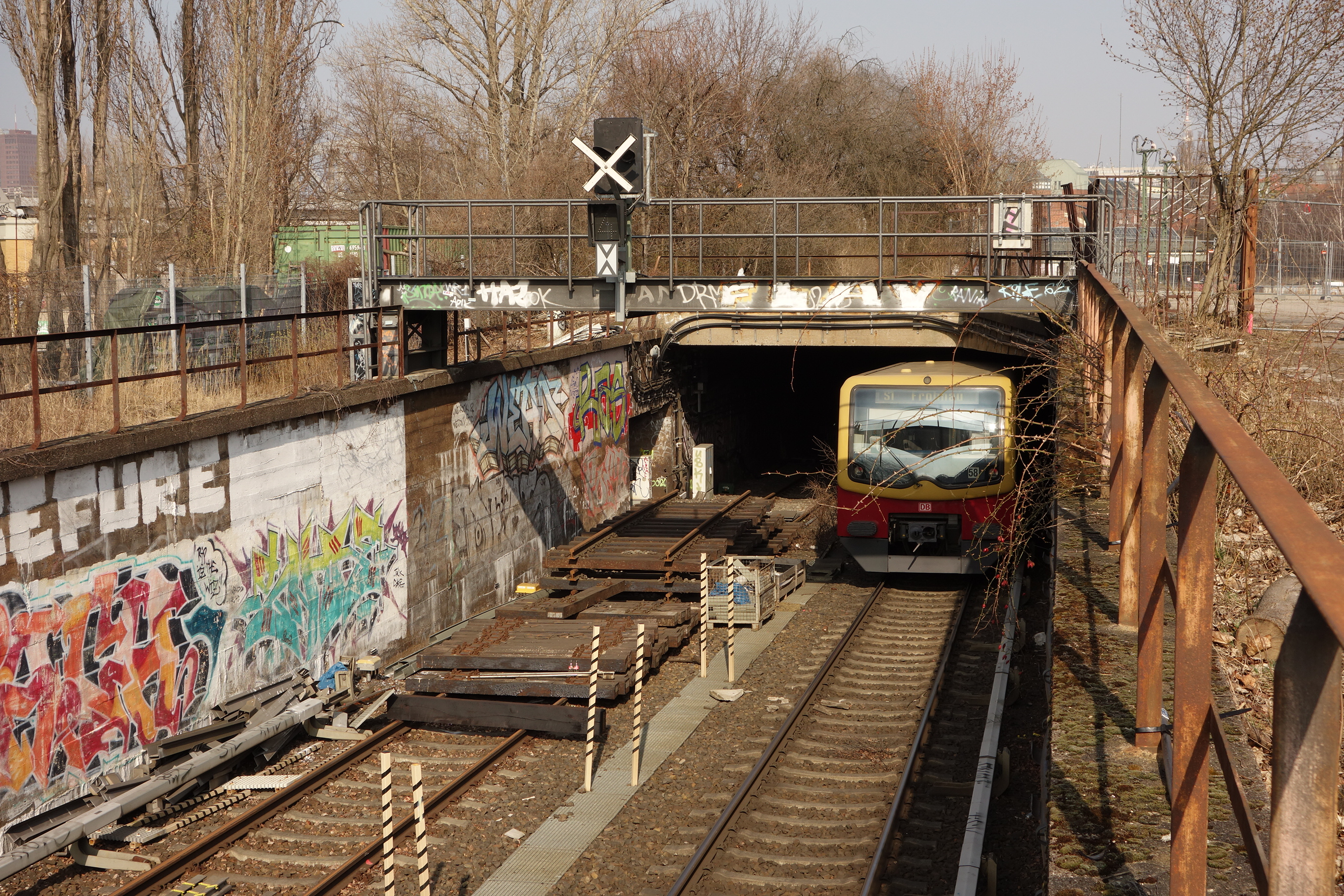
남서부 터널 진입부(반제선)

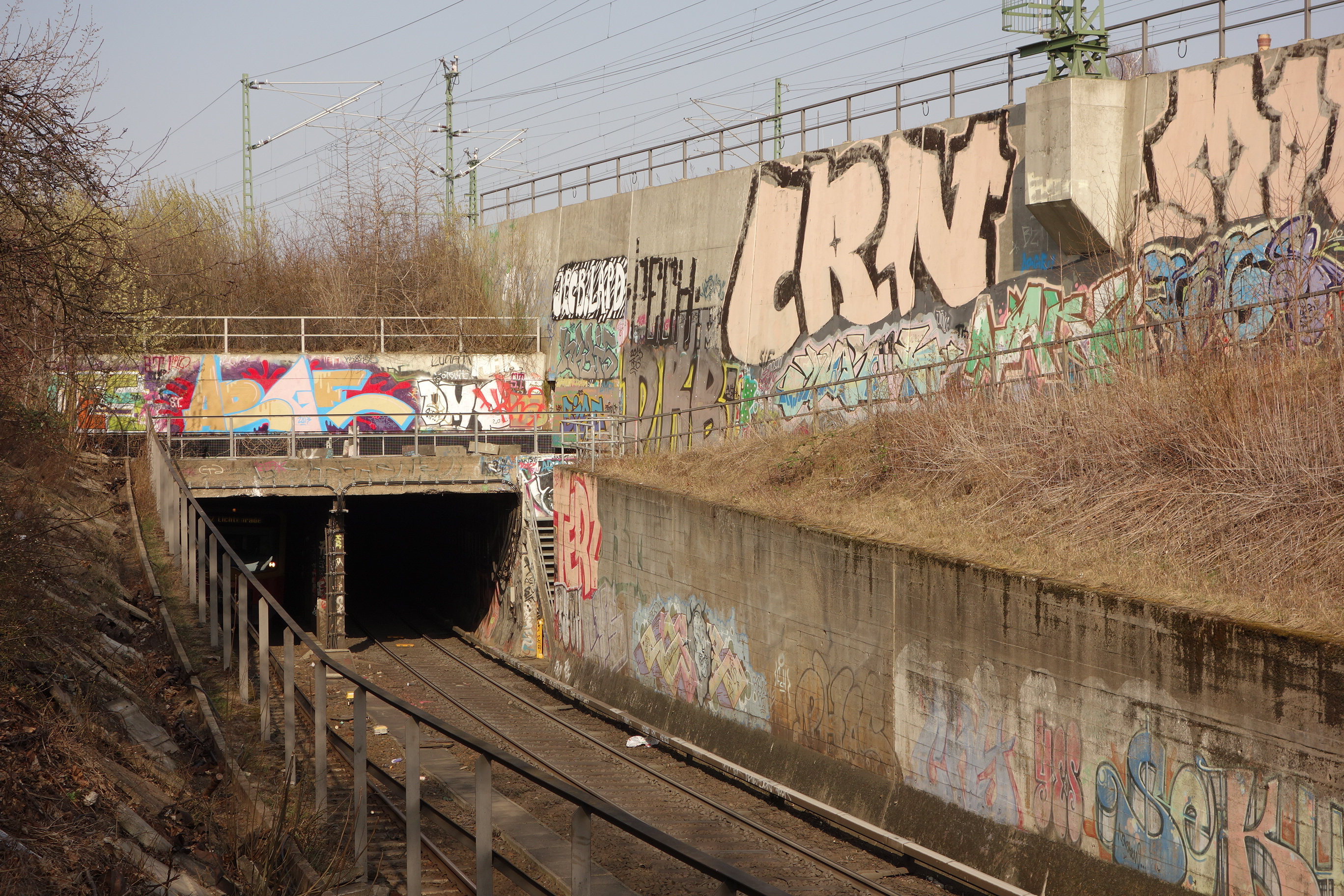
남동부 터널 진입부(안할트 근교선)

터널 남쪽 안할트역에서 터널은 반제선(S1), 리히터펠데 근교선(안할트선과 병행, S25, S26)으로 분기되고 드레스덴선은 프리스터베크역(S2)에서 분기된다.
- 남서부 터널 진입부(반제선)
- 남동부 터널 진입부(안할트 근교선)

터널 남부에서 가장 가까운 철도역은 요르크슈트라세역 및 요르크슈트라세(그로스괴르셴슈트라세)역이며, 두 역은 서로 다른 노선에 있으며 수백 미터 떨어져 있다.
리하르트 브라데만(Richard Brademann)이 대부분 역사를 설계했으며, 그가 설계한 역사에는 보른홀머 슈트라세, 훔볼트하인, 오라니엔부르커 슈트라세(브라데만의 첫 번째 S반 지하역), 운터 덴 린덴, 포츠다머 플라츠, 안할트역이 있다. 슈체친 S반역은 뤼티히, 프리드리히슈트라세역은 하네가 설계했다. 국가사회주의 시기 철도 교통은 현대적인 교통 수단으로 취급받았기 때문에 당시 금기시되었던 초기 근대 건축의 새로운 목적성을 가지고 접근할 수 있었다. 포츠다머 플라츠 S반역 북부 통로의 신총통관저 방면 출구에 있었던 국가 상징물과 같은 일부 사소한 부분을 제외하면 나치 건축과는 다른 양식으로 건설되었다.
독일 통일 이후 터널상의 철도역은 문화재 보호 측면을 고려하여 보수되었지만 일부분은 원래대로 복원되지 않았다. 리하르트 브라데만이 설계한 기둥 위에 설치된 S반 표지판은 원래대로 복원되지 않았다. 현재 가장 가까운 형태는 안할트역의 S반 표지판이다. 안할트역을 보수할 때 BVG에서는 역의 초기 모습을 따라서 에나멜 코팅된 벽재를 사용했다. 그러나 원래 흰색 불투명 유리를 사용했던 것과는 다르게 빛의 반사 형태가 바뀌었고, 벽재를 이어 붇인 곳의 검은색 테두리가 눈에 띄게 되었다. 포츠다머 플라츠역에는 불투명한 유리판이 설치되었고 이전과는 역사 형태가 달라졌다. 역명판 글꼴로 원래 사용했던 탄넨베르크 프락투어체 대신 도이체반에서 사용했던 헬베티카를 사용했다. 역명판 역시 벽면에 직접 새긴 형태가 아니라 역면에 부착한 형태로 변경되었다. 열차선 승강장 건설 당시 지면부터 승강장까지의 대합실 서쪽이 철거되었고, 역에 설비를 추가하면서 공간 구조가 변경되었다.
2009년 8월 8일 S반 운터 덴 린덴역은 베를린 지하철 U55호선 개통과 베를린 지하철 6호선의 신규 역사 건설을 위해서 브란덴부르커 토어역으로 개명되었다.
2017년 초부터 노선상의 모든 역에 베를린 및 역 주변이 배경인 대형 사진 260장이 부착되었다.

## 참고 문헌
- M. Grabski: Der Bau der Berliner Nordsüd-S-Bahn / Der nördliche Teil: Stettiner Bahnhof – Bahnhof Unter den Linden. In: Zentralblatt der Bauverwaltung, Jg. 58 (1938), S. 503–528. Digitalisat
- M. Grabski: Der Bau der Berliner Nordsüd-S-Bahn / Der mittlere Teil: Bahnhof Unter den Linden – Bahnhof Potsdamer Platz. In: Zentralblatt der Bauverwaltung, Jg. 59 (1939), S. 581–597. Digitalisat
- M. Grabski: Der Bau der Berliner Nordsüd-S-Bahn / Der südliche Teil: Saarlandstraße – Anhalter Bahnhof – Tunnelausläufe. In: Zentralblatt der Bauverwaltung, Jg. 60 (1940), S. 57–77. Digitalisat
- IGEB Fahrgastverband / Berliner S-Bahn-Museum: Signal-Sonderheft Nord-Süd-Bahn – Vom Geistertunnel zur City-S-Bahn. GVE-Verlag, Berlin 1992.
- Karen Meyer: Die Flutung des Berliner S-Bahn-Tunnels in den letzten Kriegstagen. Berlin Kunstamt Kreuzberg, Berlin 1992.
- Michael Braun: Nordsüd-S-Bahn Berlin – 75 Jahre Eisenbahn im Untergrund. Hrsg.: Berliner S-Bahn Museum, GVE-Verlag, Berlin 2008, ISBN 978-3-89218-112-5 Online-Leseproben.
- Wolfgang Kiebert: Vor 75 Jahren: Einsturz beim Bau der Nordsüd-S-Bahn / Gutachter zu Unglücksursachen beim Tunnelbau nahe Brandenburger Tor. In: Verkehrsgeschichtliche Blätter, 37. Jg., Heft 4 (Juli/August 2010), S. 89–97.
- Werner Lorenz, Roland May, Hubert Staroste, unter Mitwirkung von Ines Prokop: Ingenieurbauführer Berlin. Michael Imhof Verlag, Petersberg 2020, ISBN 978-3-7319-1029-9, S. 40–41.